# ナポレオン14世
ジェロルド・ローレンス・“ジェリー”・サミュエルズ（Jerrold Laurence "Jerry" Samuels、1938年5月3日 - 2023年3月10日）は、アメリカ合衆国のシンガーソングライター、タレント・エージェントである。ナポレオン14世（Napoleon XIV）の名前で1966年に発表したコミックソング『狂ったナポレオン、ヒヒ、ハハ……』(They're Coming to Take Me Away, Ha-Haaa!)が全米チャートで第3位を記録し、一発屋とみなされている。

## 生涯

### 若年期と初期のキャリア
サミュエルズは1938年5月3日にニューヨーク・マンハッタンで生まれ、ブロンクスで育った。子供のころからピアノを弾いて作曲をしており、1956年には自作自演の"Puppy Love"がヴィック・レコード（RCAビクター・レコードの子会社）から発売された。
サミュエルズは1960年代初頭にソングライターとして活動した。自身の息子の名前から取ったスコット・デヴィッドの名義で、作詞家のラリー・クーシックとともに"As If I Didn't Know"を制作し、アダム・ウェイドが歌ったものが1961年にトップ10入りした。また、1964年にサミー・デイヴィスJr.のために制作した"The Shelter of Your Arms"はトップ20に入った。

### ナポレオン14世
1966年、ニューヨークのアソシエイテッド・レコーディング・スタジオでレコーディング・エンジニアとして働いていたときに、『狂ったナポレオン、ヒヒ、ハハ……』(They're Coming to Take Me Away, Ha-Haaa!)というコミックソングを制作し、「ナポレオン14世」(Napoleon XIV)の名前で発表した。この楽曲はチャートを急上昇し、発売から3週目でBillboard Hot 100のトップ10に入り、最高で3位となった。100万枚以上の売上げを記録し、ゴールドディスクに認定された。『キャッシュボックス』誌のトップ100では、チャート登場2週目で1位となった。
「狂気」ともいえる曲調であったが、当時はジミ・ヘンドリックスやブラック・サバスなど、常軌を逸した曲調やパフォーマンスが流行り始めている時期であったことも、ヒットの要因とされている。一部では精神医学に対するアンチテーゼとする見解もあるものの、本人の発言や歌詞から見ても確たる証拠などはない。
WABCのブルース・モローが、ナポレオン14世の正体がサミュエルズであることを明らかにした。
この楽曲の成功により、ワーナー・ブラザースは1966年に同名のアルバムを発売した。同曲を表題曲とするが、その他の楽曲の大半は"Bats in My Belfry"（鐘楼のこうもり）や"I Live in a Split Level Head"（スプリット・レベル・ヘッド）など精神疾患をテーマとしたものだった。後者の曲は、ステレオの左右で違う楽曲を流したものだった。このアルバムから2曲選んでシングルカットしたが、ほとんど注目されなかった。ナポレオン14世のマネージャーはレナード・ストーゲルだった。その後もサミュエルズは、時折「ナポレオン14世」のキャラクターで、狂気をテーマにしたコミックソングを発表していた。
ドクター・デメントのラジオ番組では、ナポレオン14世の楽曲がよく使われていた。

### 晩年
晩年のサミュエルズは、歌手として活動するほか、デラウェア・バレーの様々なパフォーマーをブッキングするタレント・エージェントとしても活動した。1984年にジェリー・サミュエルズ・エージェンシーを設立し、後に2番目の妻ボビーと共に運営した。2021年に歌手とタレント・エージェント業を引退した。
2022年2月にニードルジュース・レコードが「50年前のアルバム」をリリースすると発表し、翌年にはそれがサミュエルズの2枚目のアルバム"For God's Sake, Stop the Feces!"であることが発表された。このアルバムは、1968年4月から1970年12月にかけて録音された楽曲を収録したものだった。しかし、ワーナー・ブラザースは、その不気味な内容からこのアルバムの発売を拒絶した。特に、性的暴行を生々しく描写した8曲目の"Rape"と、自殺を志願する男性が遺書を書く様子を描いた14曲目の"The Note"が問題視された。このアルバムは、サミュエルズの死の1か月後の2023年4月20日にリリースされた。

### 私生活と死去
サミュエルズは生涯に2度結婚している。最初の妻ローズマリー・ジブレ(Rosemary Djivre)と1968年に離婚し、1996年にボビー・サイモン(Bobbie Simon)と結婚して死ぬまで添い遂げた。また、1973年から1987年までペトラ・ヴェスターズ(Petra Vesters)と交際していた。ローズマリーとの間に息子のスコット、ペトラとの間に息子のジェイソンがおり、4人の孫と3人のひ孫がいる。他にエリックという息子がいたが、1991年に死去した。
サミュエルズは長年フィラデルフィアのオックスフォード・サークルに住んでいたが、引退後はペンシルベニア州キング・オブ・プラシャの介護施設に移った。
サミュエルズは2023年3月10日にペンシルベニア州フェニックスビルの病院でパーキンソン病の合併症により死去した。84歳だった。

## ディスコグラフィ

### スタジオアルバム
- They're Coming to Take Me Away, Ha-Haaa! (1966)
- For God's Sake, Stop the Feces! (2023)

### コンピレーションアルバム
- The Second Coming (1996)　邦題『狂ったナポレオン、ヒヒ、ハハ…』

### シングル
- "They're Coming to Take Me Away, Ha-Haaa!" / "!aaaH-aH ,yawA eM ekaT oT gnimoC er'yehT" Warner Bros. (1966)
- "I'm in Love with My Little Red Tricycle" / "Doin' The Napoleon" Warner Bros. (1966)
- "They're Coming to Take Me Away, Ha-Haa!" / "!aaH-aH ,yawA eM ekaT ot gnimoC er'yehT" Warner Bros. (1973 reissue)
- "They're Coming to Take Me Away, Ha-Haa!" (1966 recording) / "They're Coming to Get Me Again, Ha-Haaa!" (1990; recorded in 1988)
- "They're Coming to Take Me Away, Ha-Haaa!" / "Photogenic, Schizophrenic You" Eric Records (1970s)